# Casbas de Huesca
Casbas de Huesca (en aragonés Casbas de Uesca, o también Casbas d’as Monchas) es un municipio de la provincia de Huesca (España), en la comarca de Hoya de Huesca. Tiene una superficie de 132,7 km² y una población estimada, en 2020, de 275 habitantes. En 1975 se le anexionó el municipio de Panzano.
Parte de su término municipal está ocupado por el Parque natural de la Sierra y los Cañones de Guara.

## Geografía
Al norte Nueno; al este Bierge y Abiego; al sur Angüés; al oeste Ibieca y Loporzano.

## Administración y política
| Período   | Alcalde                                  | Partido |  |
| --------- | ---------------------------------------- | ------- |  |
| 1979-1983 | Vicente Felices Foncillas                | UCD     |  |
| 1983-1987 | Vicente Felices José María López Jiménez | UCD     |  |
| 1987-1991 | José Antonio Oliván                      | PAR     |  |
| 1991-1995 | José María Felices                       | PP      |  |
| 1995-1999 | Carlos Castillón Felices                 | PP      |  |
| 1999-2003 | Pascual Latorre Altafaj                  | PP      |  |
| 2003-2007 | Pascual Latorre Altafaj                  | PP      |  |
| 2007-2011 | Pascual Latorre Altafaj                  | PP      |  |
| 2011-2015 | María Pilar Viu Bescós                   | PAR     |  |
| 2015-2019 | María Pilar Viu Bescós                   | PAR     |  |
| 2019-2023 | María Pilar Viu Bescós                   | PAR     |  |

| Partido político    | Partido político                                   | 2003   | 2007   | 2011   | 2015   |
| Partido político    | Partido político                                   | Ediles | Ediles | Ediles | Ediles |
|                     | Partido Popular de Aragón (PP)                     | 5      | 4      | 3      | 3      |
|                     | Partido Aragonés (PAR)                             | —      | 3      | 3      | —      |
|                     | Partido de los Socialistas de Aragón (PSOE-Aragón) | 2      | 3      | 1      | 1      |
|                     | Chunta Aragonesista (CHA)                          | —      | 0      | —      | —      |
| Total de concejales | Total de concejales                                | 7      | 7      | 7      | 7      |

## Demografía
Casbas de Huesca cuenta con una población de 292 habitantes (INE 2024).
| Gráfica de evolución demográfica de Casbas de Huesca entre 1842 y 2021 |
| |
| Población de derecho según los censos de población del INE Población de hecho según los censos de población del INEEn este censo se denominaba Casbas: 1842 Entre el censo de 1970 y el anterior, crece el término del municipio porque incorpora a 22580 (Junzano), 22582 (Labata) y 22635 (Sieso de Huesca) Entre el censo de 1981 y el anterior, crece el término del municipio porque incorpora a 22171 (Panzano) |

## Economía
Tiene una población eminentemente agrícola, dedicada al cultivo de cereal. Existen también campos de olivos, almendros y viñas. En el plano ganadero se encuentran diversas granjas porcinas y ovinas.

## Toponimia
A partir de 1095 aparece mencionada en la documentación histórica como Casvas, Casoas, Casvis, Casves, Casovas, Casouas, Casuas, Casuis, Casoys, Cassovellas y Kasoas.

## Historia
En su término municipal se encuentra la Cueva de Chaves, con pruebas de población prehistórica. Esta fue parcialmente destruida en 2007 a pesar de estar siendo estudiada y protegida por estar en la Red Natura 2000.
1960–1970 - Se unieron las localidades de Junzano, Labata y Sieso de Huesca
1970–1980 – Se unieron las localidades de Santa Cilia de Panzano, Bastarás y Panzano

## Cultura
Casbas: Publicación de la Hoja Casbantina. Revista de ámbito cultural.
Casbas: Segundo domingo de mayo: Jornada de Memoria del despoblado de Bascués celebrada desde 1625.
Casbas: Lunes de Pascua de Pentecostés. Honor a las santas reliquias de la Villa.

### Monumentos y lugares de interés
Es un pueblo característico del Somontano, que conserva un trazado típicamente medieval.

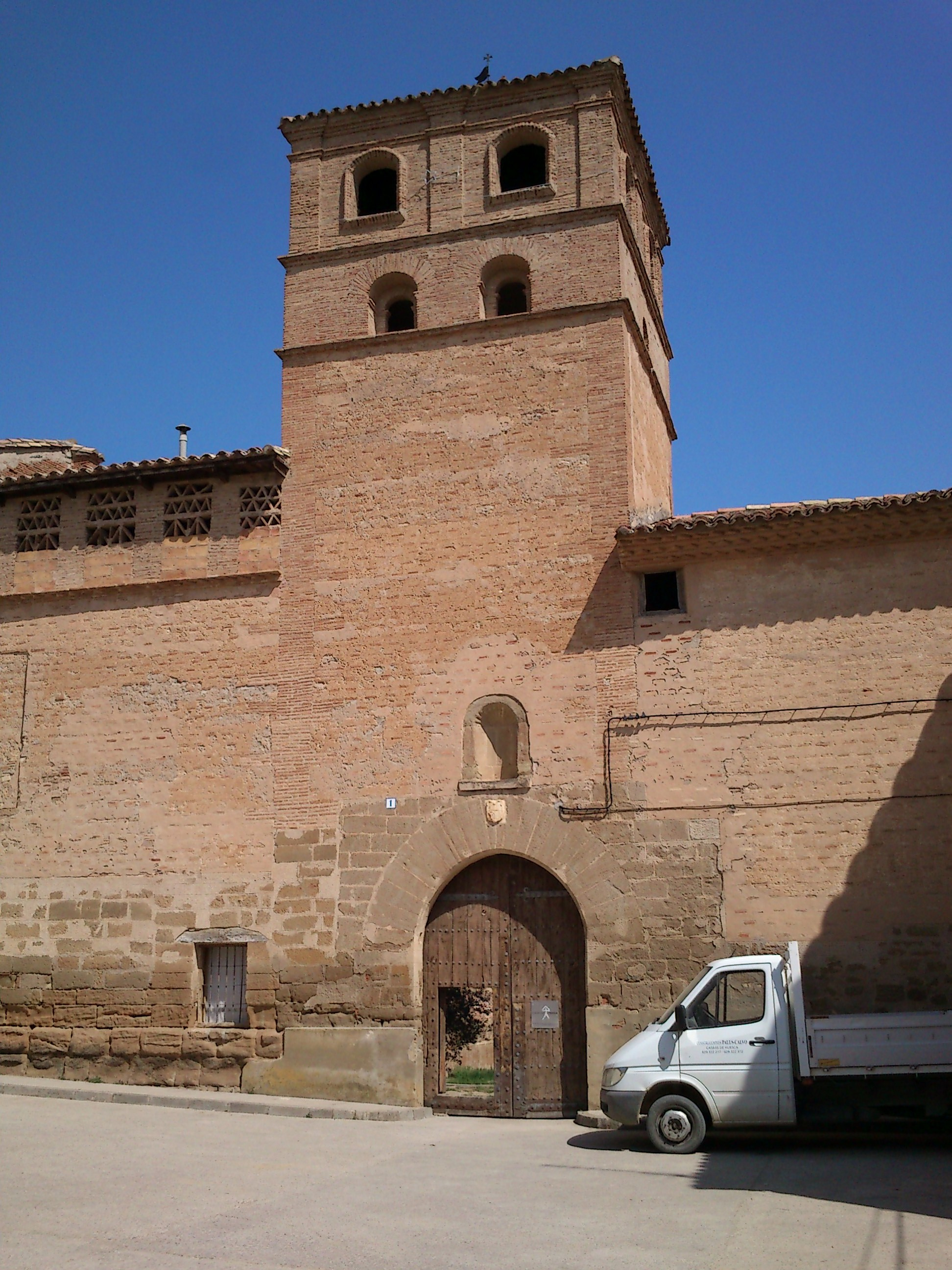
Entrada al Monasterio de Casbas de Huesca

#### Edificios religiosos
- Casbas: Monasterio cisterciense de Ntra. Sra. de la Gloria, del (siglo XII).

Fue fundado por Doña Oria, hija del conde Urgel, la cual llegó a ser abadesa del mismo. En 1868 fue cárcel en la anticlerical Revolución Septembrina y durante la guerra civil en el año 1936, las monjas (26) tuvieron que abandonar el convento, el cual sufrió un expolio de valiosas piezas históricas. Fue declarado monumento nacional en 1974.(No habita la comunidad desde el año 2004). En la actualidad es propiedad de una fundación que ha rehabilitado parte del convento para montar un Museo de las Matemáticas.Se hacen visitas guiadas por el monasterio en determinadas fechas del año.
- Casbas: iglesia parroquial de San Nicolás, del siglo XVIII:

Única en su género por el tamaño y acabado, es una imponente fábrica de sillería, realizada por José Sofí en el siglo XVIII, que ha sido restaurada recientemente.

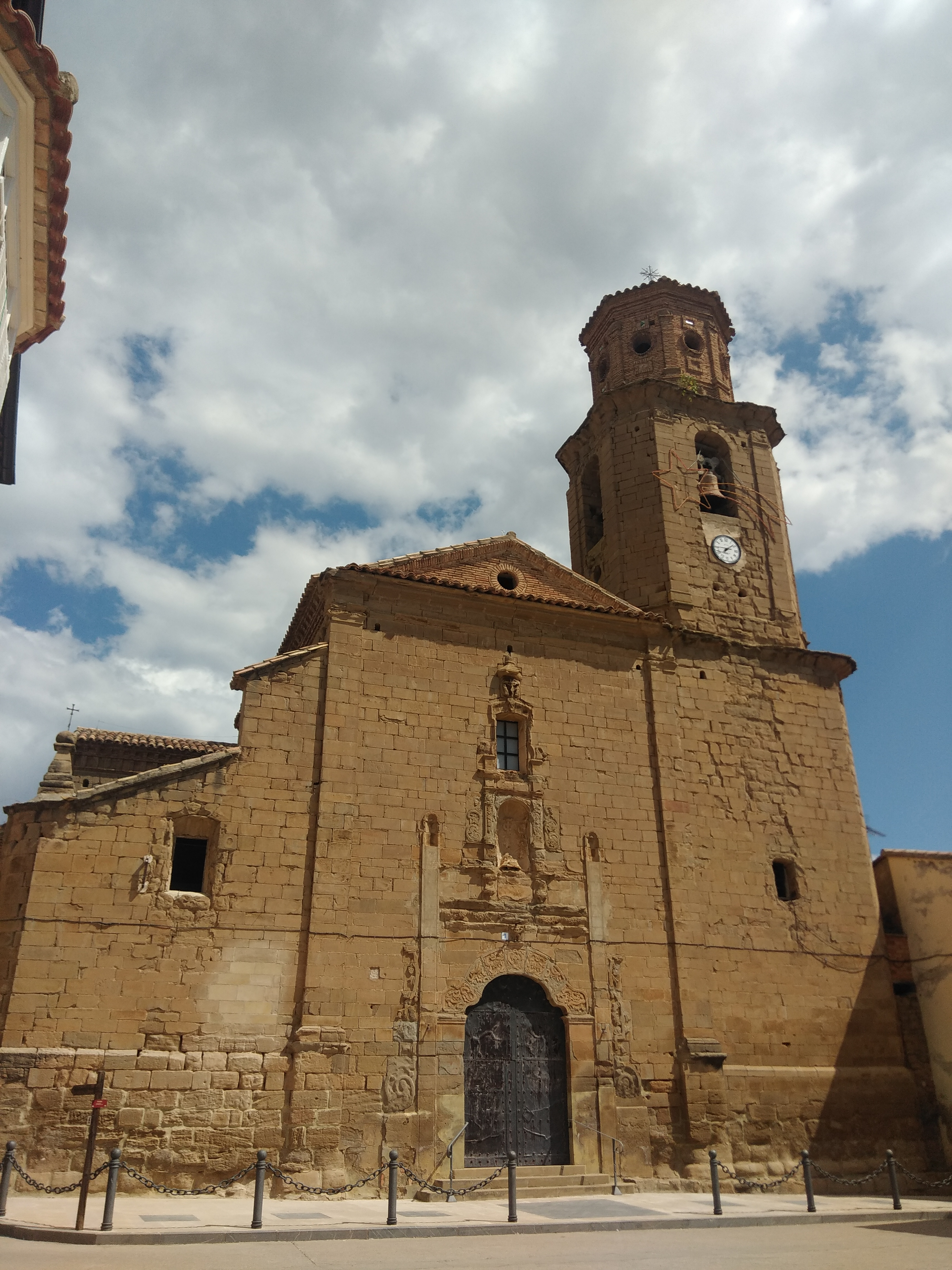
Parroquia de San Nicolás

- Casbas: ermita de Bascués (siglo XI).

Es el único vestigio en pie del antiguo pueblo de Bascués, el cual fue diezmado por la peste. En 1625 se trasladó a Casbas. El segundo domingo de mayo se recuerda ese hecho con una romería.
- Casbas: ermita de San José, del siglo XVII
- Junzano: iglesia de la Transfiguración, del siglo XII, con reformas del siglo XVIII.
- Junzano: ruinas de la ermita de Nuestra Señoras de Salillas, del siglo XII a. C.. Sepulcros antropomorfos.
- Junzano: ermita de Torrelluelas, del siglo XVIII.
- Labata: iglesia de San Mateo, del siglo XVIII.
- Labata: ermita de Santa Lucía.
- Panzano: iglesia románica, del siglo XII con transformaciones.
- Panzano: santuario de San Cosme y San Damián.
- Santa Cilia: iglesia del siglo XVIII, con restos de la anterior del siglo XII
- Sieso: iglesia de san Martín. Originalmente románica y modificada en el siglo XVI.
- Sieso: ermita de san Blas.
- Bastaras: ruinas de la iglesia románica.

#### Monumentos civiles
- Casbas: Pozo de la Nieve (siglo XVII)
- Labata: Torreón Castillo (siglo X)
- Labata: Agujeros de los moros.
- Labata: Pozo Largo.

### Gastronomía
- Casbas: Paella popular. Semana Santa
- Sieso: Paella popular. Semana Santa

### Deporte
- Sendero histórico (GR-1), que discurre desde Puente de Montañana a Sos del Rey Católico y consta de 315 km.

### Fiestas
- Casbas: 6 de diciembre en honor de san Nicolás. Fiestas mayores
- Casbas: 19 de marzo en honor de san José. Fiestas menores